# Lobelia cacuminis
Lobelia cacuminis là loài thực vật có hoa trong họ Hoa chuông. Loài này được Britton & P.Wilson mô tả khoa học đầu tiên năm 1923.